# Bertha (mølle)
Bertha er navnet på en en firevinget gallerihollænder beliggende i Sydtorp på den nordfrisiske ø Amrum i det vestlige Sydslesvig, Nordtyskland. Møllen blev opført i 1893 som kælderhollænder på gravhøjen Redenhuug fra bronzealderen. Møllen afløste en tidligere stubmølle på stedet. Bygherren var Heinrich Andresen. Cirka 600 meter nord for Bertha ved nabobyen Nebel findes Amrum Mølle. 
Bertha Mølle var i drift indtil 1942. Derefter var møllen i flere år truet af forfald. I 1952 blev møllen restaureret og omdannet til beboelse.